# Allanaspides helonomus
Allanaspides helonomus е вид ракообразно от семейство Anaspididae. Видът е уязвим и сериозно застрашен от изчезване.

## Разпространение
Разпространен е в Австралия (Тасмания).